# Jura Levy
Pour les articles homonymes, voir Levy.
Jura Levy (née le 4 novembre 1990) est une athlète jamaïcaine spécialiste du 100 mètres.

## Biographie
En 2011, Jura Levy remporte deux médailles d'argent, sur 100 mètres et au titre du relais 4 × 100 m, lors des Championnats d'Amérique centrale et des Caraïbes de Mayagüez. Sélectionnée pour les Championnats du monde d'athlétisme de Daegu, la Jamaïcaine participe au premier tour des séries du relais 4 × 100 m et permet à son équipe d'accéder à la finale. 

## Palmarès
| Date | Compétition                              | Lieu             | Résultat | Épreuve       | Temps         |
| ---- | ---------------------------------------- | ---------------- | -------- | ------------- | ------------- |
| 2007 | Championnats du monde cadets             | Ostrava          | 2e       | Relais medley | 2 min 06 s 77 |
| 2008 | Championnats du monde juniors            | Bydgoszcz        | 8e       | 200 m         | 23 s 95       |
| 2008 | Championnats du monde juniors            | Bydgoszcz        | 2e       | 4 × 100 m     | 43 s 98       |
| 2009 | Championnats panaméricains juniors       | Port-d'Espagne   | 3e       | 100 m         | 11 s 51       |
| 2009 | Championnats panaméricains juniors       | Port-d'Espagne   | 3e       | 200 m         | 23 s 93       |
| 2009 | Championnats panaméricains juniors       | Port-d'Espagne   | 2e       | 4 × 100 m     | 44 s 96       |
| 2011 | Champ. d'Am. centrale et des Caraïbes    | Mayagüez         | 2e       | 100 m         | 11 s 36       |
| 2011 | Champ. d'Am. centrale et des Caraïbes    | Mayagüez         | 2e       | 4 × 100 m     | 43 s 63       |
| 2011 | Championnats du monde                    | Daegu            | 2e       | 4 × 100 m     | —             |
| 2017 | Relais mondiaux de l'IAAF                | Nassau           | 1re      | 4 × 200 m     | 1 min 29 s 04 |
| 2017 | Championnats du monde                    | Londres          | 3e       | 4 x 100 m     | 42 s 19       |
| 2017 | Ligue de diamant                         | Ligue de diamant | 7e       | 100 m         | 11 s 17       |
| 2018 | Jeux d'Amérique centrale et des Caraïbes | Barranquilla     | 1re      | 4 x 100 m     | 43 s 41       |

## Records
| Épreuve | Performance | Lieu       | Date         |
| ------- | ----------- | ---------- | ------------ |
| 100 m   | 11 s 06     | Kingston   | 23 juin 2017 |
| 200 m   | 22 s 76     | Hutchinson | 21 mai 2011  |